# Dissuasore stradale

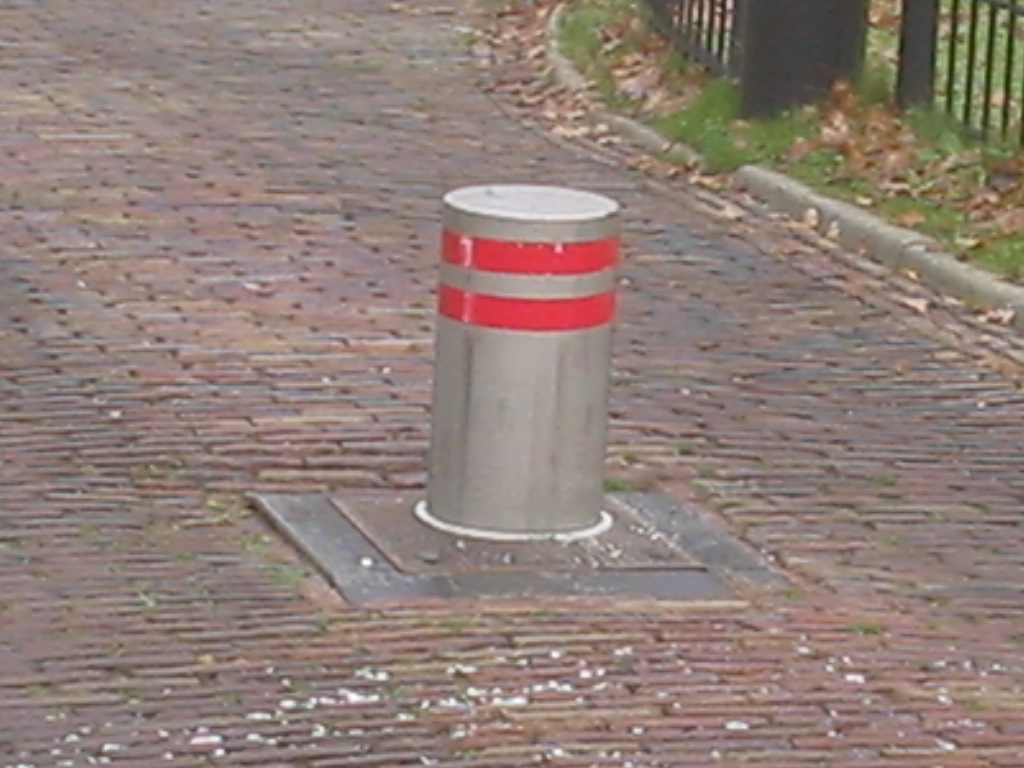
Un dissuasore mobile

Un dissuasore è un dispositivo stradale utilizzato per impedire il passaggio o la sosta ai veicoli.
La forma più diffusa è quella cilindrica sormontata da una semisfera, comunemente detta a panettone per la somiglianza con il tipico dolce milanese. Il dissuasore a panettone è anche noto come "tognolino", perché introdotto in Italia per la prima volta da Carlo Tognoli quando ricopriva la carica di sindaco di Milano.
Un'altra tipologia diffusa incorpora una fioriera per armonizzarsi con l'arredo urbano. I dissuasori di traffico sono elementi funzionali particolarmente indicati per controllare e limitare gli accessi delle automobili in aree urbane a traffico limitato o in zone private. In alcuni casi vengono utilizzati come vere e proprie protezioni antisfondamento per aree sensibili (banche, showroom, vetrine di autosaloni, ottiche, gioiellerie, ecc.) o perimetri. Possono essere oleodinamici o di altre tipologie.
Normalmente sono realizzati in calcestruzzo con un foro al centro per facilitarne la movimentazione tramite l'inserimento di una leva. In alcuni modelli il foro al centro ha un diametro sufficientemente grande da sorreggere dei cartelli o paletti a cui agganciare delle catene.

Per utilizzi provvisori, e particolarmente per incanalare il traffico, si utilizzano dissuasori in plastica riempibili d'acqua.
I dissuasori mobili sono apparati posti sotto il livello stradale, attivabili e disattivabili, ad esempio in zone a traffico limitato in alcune ore del giorno come le scuole. La loro funzione è la stessa delle sbarre, con il vantaggio di non avere ingombri quando sono inutilizzati.

Quando sono chiusi si presentano come dei piccoli tombini circolari, mentre quando sono in funzione sono dei cilindri con bande riflettenti o LED per essere visibili anche in condizioni di scarsa visibilità. Durante l'attivazione normalmente emettono dei segnali sonori e/o luminosi. Si attiva all'occorrenza tramite radiocomando, tessera magnetica, codice numerico o chiamata dal cellulare abilitato. È inoltre generalmente corredato di un rilevatore acustico di sirene in modo da permettere il passaggio dei mezzi di soccorso e delle forze dell'ordine. Sono anche usati per bloccare le corsie dei mezzi pubblici, dove scendono automaticamente al sopraggiungere del bus.
In Italia l'installazione e la tipologia dei dissuasori è regolamentata dall'art. 180 del D.P.R. n° 495 del 16/12/1992 (Art. 42 del Codice della strada).

## Galleria d'immagini

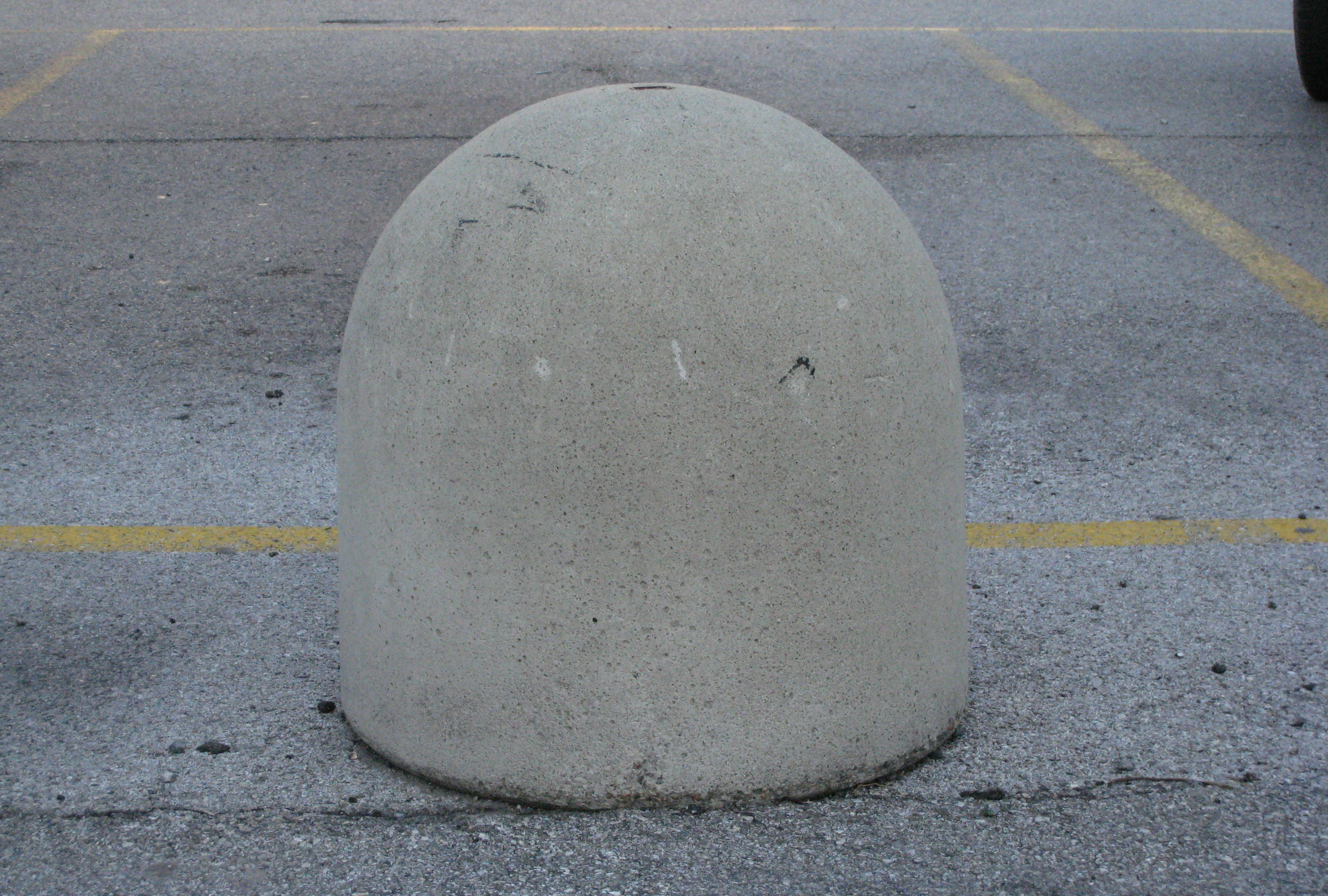
Dissuasore tipo "panettone"
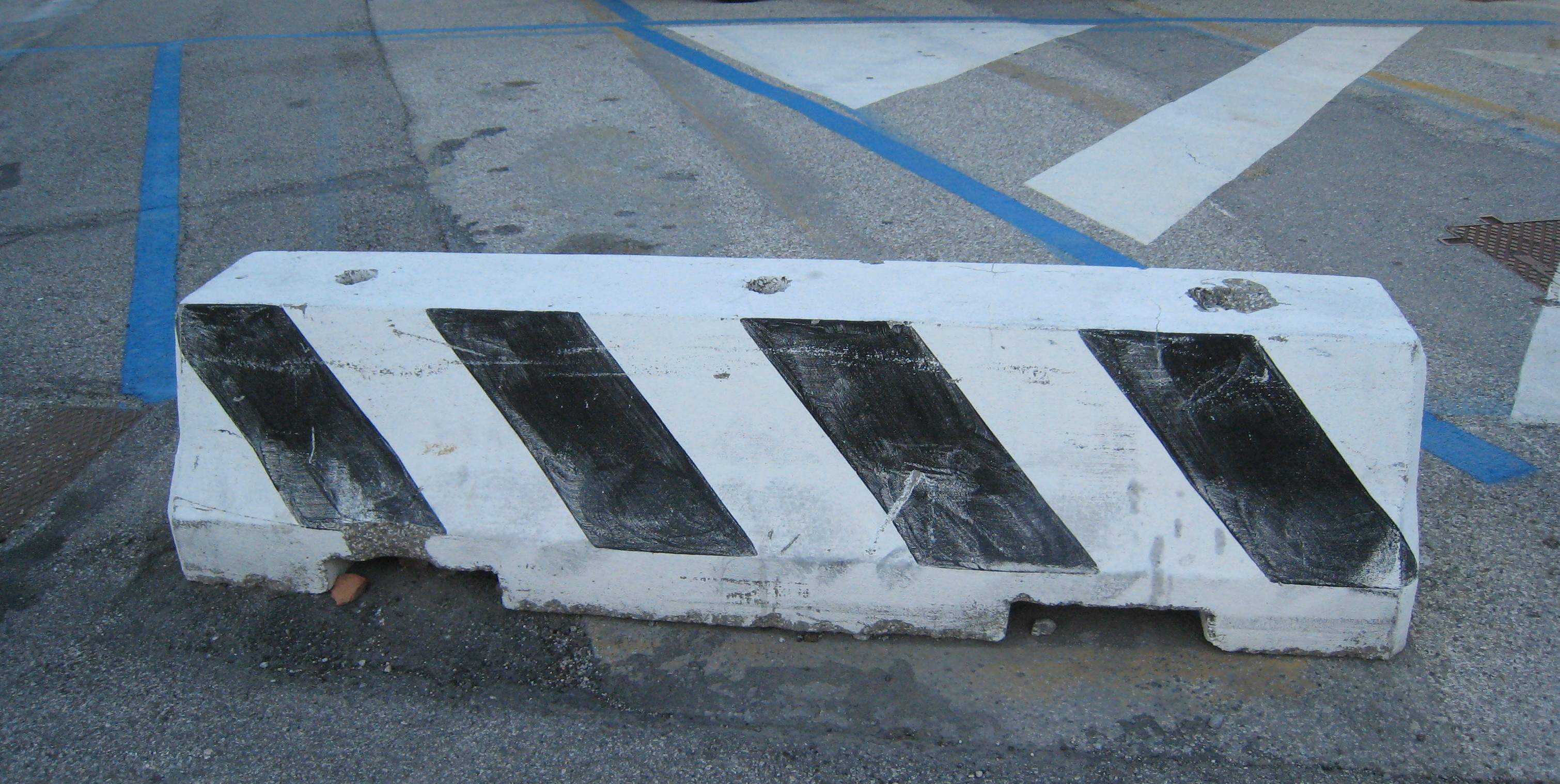
Dissuasore in cemento
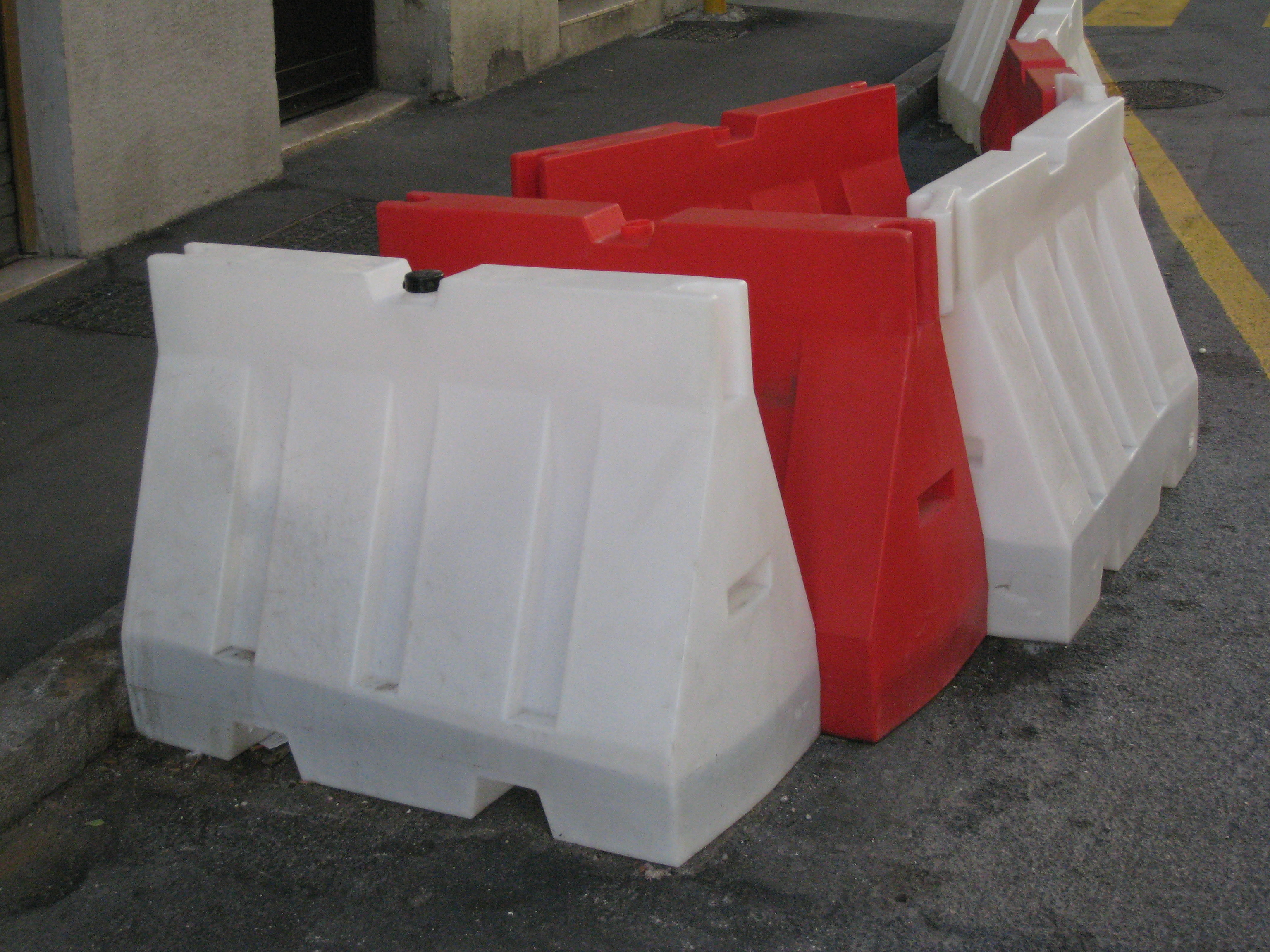
Dissuasori in plastica riempibili d'acqua, chiamati new jersey